# Microsoft Developer Network
MSDN (Microsoft Developer Network) – nazwa portalu i społeczności programistów i deweloperów, skupionych wokół technologii firmy Microsoft. Równocześnie jest to nazwa działu korporacji Microsoft, zajmującego się utrzymywaniem kontaktu z firmami, programistami, deweloperami i testerami oprogramowania: deweloperami sprzętu oraz systemów operacyjnych, tworzących i wykorzystujących API produktów Microsoft oraz języków skryptowych różnych aplikacji.

## Rodzaje wsparcia społeczności MSDN przez Microsoft
- Strony internetowe
- Newslettery
- Konferencje dla programistów
- Blogi profesjonalistów
- Oprogramowanie
- Program subskrypcji MSDN
- Biblioteka MSDN
- Fora dyskusyjne

### Strony internetowe
Strona internetowa MSDN pod adresem www.msdn.pl to kolekcja stron dla społeczności programistów, na której można znaleźć informacje, dokumentacje i dyskusje na temat programowania, w których uczestniczą zarówno pracownicy Microsoft, jak i członkowie społeczności MSDN. Główna strona portalu MSDN jest dostępna w 56 lub więcej językach.

### Biblioteka MSDN
Biblioteka MSDN to scentralizowana baza wiedzy i baza oficjalnych dokumentów dla programistów i deweloperów, zawierająca dokumentacje technologiczne. Różne rodzaje dokumentów w bibliotece są publikowane przez użytkowników oprogramowania oraz członków społeczności, przy merytorycznym wsparciu Microsoft. Tak zwany „Community Content” może być edytowany przez każdego członka społeczności.

### Fora
Forum MSDN to forum internetowe używane przez członków społeczności MSDN do dyskusji na tematy powiązane z szeroko pojętą tematyką wytwarzania oprogramowania. Od 2008 roku forum MSDN zostało przeniesione na nową platformę, na której można znaleźć szybki podgląd wątków, filtrowanie AJAX i ulepszony (w porównaniu do poprzedniej wersji) edytor postów.